# Shahid Ali Khan
Shahid Ali Khan (Urdu: شاہد علی خان), född 26 december 1964, är en pakistansk landhockeymålvakt. 
Han vann OS-guld i Los Angeles 1984 med Pakistans landhockeylandslag. Åtta år senare var han med och vann OS-brons i Barcelona 1992. Vid en ålder av 19 år, år 1982, räddade han en straff som ledde till Pakistans seger i världscupen. 
Shahid Ali Khan har vunnit två asiatiska mästerskap med sitt landslag och även vunnit tre segrar i asiatiska cupen. Under hans aktiva karriär klassades han som en av de bästa målvakterna i världen. 
Den 13 februari 2009 valdes Shahid Ali Khan som huvudtränare för det pakistanska landhockeylandslaget, han var den första målvakten att bli vald som tränare för ett landslag. 
Det första glädjeämnet med Khan som förbundskapten var då Pakistan kvalificerade sig till världsmästerskapen i landhockey 2010. Laget erövrade även en silvermedalj från en landhockeytävling i Salta, Argentina. 
Han bor för närvarande i Karachi med sin fru och deras tre barn.